# 陳邦儀
陳邦儀（15世紀—16世紀），字嘉範，江西九江府瑞昌縣歸義人，明朝政治人物。

## 生平
陳邦儀個性端重好學，亦慈祥愷悌、平易近人，是弘治十七年（1504年）甲子科江西鄉試舉人，嘉靖二年（1523年）授宜章知縣，任內留心學政，驅虎禱雨總能應驗，十一年（1532年）調潁上知縣，辭官回鄉教子嚴厲，三子陳愚、陳思、陳慮均有賢明聲譽，死後入祀宜章名宦祠。

## 引用
1. 1 2  同治《瑞昌縣志·卷八·人物志》：陳邦儀 字嘉範，宏治甲子舉於鄉，性端嚴好學，令湖南宜章茂績赫赫，宜章人士崇祀名宦，解綬歸，杜門教子家政肅然，子愚、思、慮三人並有賢聲，愚判南雄平倭寇有功，歲荒出賑活饑民數千，祀鄉賢。
2. ↑  同治《瑞昌縣志·卷七·選舉志》：鄉舉……明……宏治……陳邦儀 甲子科，官宜章知縣，歸義人，傳列宦業
3. ↑  民國《宜章縣志·卷十六·名宦志》：陳邦儀，瑞昌舉人，嘉靖二年知宜章縣事，慈祥愷悌，平易近人，尤留心學校，驅虎禱雨每有奇應，祀名宦。
4. ↑  光緒《潁上縣志·卷六·秩官》：知縣……嘉靖……陳邦儀 九江舉人，十一年任